# جغد جیغ‌کش قلم‌برهنه
'جغد جیغ‌کش قلم‌برهنه (نام علمی: 'Megascops clarkii) گونه‌ای از جغدها از تیرهٔ جغدان راستین (Strigidae) است. این جغد بزرگی است که شب‌ها در جنگل‌ها تغذیه می‌کند و حتی در فصل زادآوری در یک گروه خانوادگی زندگی می‌کند. محدوده جغد فقط در کاستاریکا، پاناما و شمال غربی کلمبیا است. این جغد حشرات بزرگ، حشرات و جوندگان کوچک را شکار می‌کند.
- اگرچه در جغدها قلم پا پوشیده از پر است، به‌طور استثنا در این گونه، بخش پایین قلم پا بدون پر است و دلیل نام‌گذاری این گونه داشتن همین ویژگی است.